# Блошенко Артем Олексійович
Арте́м Олексі́йович Блошенко — український дзюдоїст, майстер спорту України міжнародного класу, багаторазовий чемпіон та переможець національних та міжнародних турнірів, учасник 30-х та 31-х літніх Олімпійських ігор, чемпіон Європи в командному заліку. З 2005 року у складі збірній України. Виступає у напівважкій ваговій категорії. Одружений, має сина.

## Життєпис
Народився в Донецьку, активно займатися спортом почав з дитинства, маючи за приклад старшого брата Андрія Блошенко. Займався в Спеціалізованій дитячо-юнацькій школі олімпійського резерву (СДЮШОР) з видів боротьби м. Донецька, у Донецькій школі вищої спортивної майстерності (ШВСМ), Донецькому вищому училищі олімпійського резерву імені С. Бубки, першим тренером був Петро Кудрявцев. Закінчив Донецький державний інститут здоров'я, фізичного виховання і спорту, факультет олімпійського та професійного спорту.
2001 року виграв бронзову нагороду на турнірі «Олімпійські надії» в Чехії.
2004-го стає срібним призером Чемпіонату України серед юніорів, того ж року здобуває срібну нагороду на Чемпіонаті Європи серед юніорів у Болгарії. Здобув перемогу на міжнародному юніорському турнірі класу «А» в Угорщині.
2005 року стає кращим на молодіжній українській першості в Кам'янському. Дебютував на дорослому Кубку світу, на етапі у Варшаві зумів дійти до фіналу напівважкої вагової категорії.
2006-го стає чемпіоном України серед дорослих дзюдоїстів, на етапі кубку світу в Мінську здобув срібну нагороду.
2007 року здобув перемогу на молодіжному Чемпіонаті Європи в Зальцбурзі.
2008 року здобув срібну нагороду на етапі кубка світу в Таллінні.
2009 року виборов бронзу на континентальному етапі Кубку Світу з дзюдо у Монголії. У Чемпіонаті України здобуває срібну нагороду, зустрівшись у фінальному поєдинку зі своїм старшим братом Андрієм Блошенком, який і став золотим призером.
2010 року здобув бронзові нагороди на етапах Кубка Європи в Німеччині та Словенії.
2011-го здобув золоту нагороду в командному заліку на Чемпіонаті Європи у Стамбулі, в особистому заліку виграв Кубок світу (Самоа), виграв три бронзові нагороди на етапах Кубка світу — в Тбілісі, Таллінні та Баку.
2012 року на Чемпіонаті Європи в Челябінську здобув бронзову нагороду в командному заліку. В особистому заліку виграв один із етапів Кубка Європи. На Олімпійських іграх-2012 посів 9 місце.
2013-го на Чемпіонаті Європи в Будапешті стає бронзовим призером в командному заліку. У Чеджу дійшов до фіналу на гран-прі виборовши срібло.
2014 року став срібним призером на Чемпіонаті України, здобув перемогу на гран-прі Тбілісі, виборов бронзові медалі на турнірі Гранд-слем в Токіо та етапі Кубка Європи в Мадриді.
2015-го отримав золото на континентальному етапі Кубку Світу з дзюдо у Румунії, здобув бронзову нагороду на гран-прі Будапешта, виборов срібло Чемпіонату України.
В січні 2016 року виборов золото гран-прі у Гавані.
2016 року на літній Олімпіаді в Бразилії здобув п'яте місце у ваговій категорії до 100 кг (загалом, найвище місце для українських дзюдоїстів на цих змаганнях), отримавши поспіль три чисті перемоги (іппон) та ще одну перемогу (ваза-арі та юко), але поступився в півфіналі лідеру за світовим рейтингом МФД Альмару Гасимову з Азербайджану та у поєдинку за бронзову нагороду діючому чемпіону світу Рюносуке Хаге з Японії.

## Виступи на Олімпіадах
| Олімпіада   | Вагова категорія | Супротивник    | Стадія | Рез | Супротивник | Стадія | Рез | Супротивник | Стадія | Рез | Супротивник | Стадія  | Рез | Супротивник   | Стадія  | Рез | Супротивник | Стадія | Рез | Місце |
| Лондон 2012 | до 100 кг        | Келлі (AUS)    | 1 круг | виг | Хван (KOR)  | 2 круг | пр  |             |        |     |             |         |     |               |         |     |             |        |     | 9     |
| Ріо 2016    | до 100 кг        | Курбонов (УЗБ) | 1 круг | виг | Шах (ПАК)   | 2 круг | виг | Чо (КОР)    | 3 круг | виг | Фрей (GER)  | 1/4 фін | виг | Гасимов (AZE) | 1/2 фін | пр  | Хага (JPN)  | 3/5    | пр  | 5     |